# Gengszterosztag
A Gengszterosztag (eredeti cím: Gangster Squad) 2013-ban bemutatott amerikai bűnügyi akciófilm, melyet Ruben Fleischer rendezett Will Beall forgatókönyve alapján. A főszerepben Josh Brolin, Ryan Gosling, Nick Nolte, Emma Stone és Sean Penn látható.
A film nagyjából a Los Angeles-i rendőrkapitányság (LAPD) dolgozói és nyomozói által alkotott csoport történetén alapul, a csapat neve: „Gengszterosztag egyesület”, akik mindent elkövetnek azért, hogy megóvják a várost Mickey Cohen-től és bandájától az 1940-es, 50-es években. 
A forgatást eredetileg 2012. szeptember 7-én kezdték volna, de a 2012-es Aurora felvételei megakadályozták ezt, így a dátumot 2013. január 11-re módosította a Warner Bros. Pictures. 
Bár a film, a szereplők és az események többsége kitalált, az LAPD-nek tényleg volt egy részlege „Gengszterosztag” néven, amit Clemence B. Horrall az LAPD volt vezetője alkotott meg.

## Szereplők
- Josh Brolin – John O'Mara őrmester (Kőszegi Ákos)
- Ryan Gosling – Jerry Wooters őrmester (Zámbori Soma)
- Sean Penn – Mickey Cohen (Epres Attila)
- Emma Stone – Grace Faraday (Pikali Gerda)
- Nick Nolte – Bill Parker főnök (Papp János)
- Anthony Mackie – Coleman Harris tiszt (Varju Kálmán)
- Giovanni Ribisi – Conwell Keeler tiszt (Csőre Gábor)
- Michael Peña – Navidad Ramirez tiszt (Simon Kornél)
- Robert Patrick – Max Kennard tiszt (Gáspár Sándor)
- Mireille Enos – Connie O'Mara (Szávai Viktória)
- Sullivan Stapleton – Jack Whalen
- Holt McCallany – Karl Lennox
- Josh Pence – Daryl Gates
- Austin Abrams – Pete
- Jon Polito – Jack Dragna
- James Hébert – Mitch Racine
- John Aylward – Judge Carter
- Troy Garity – Wrevock
- James Carpinello – Johnny Stompanato
- Frank Grillo – Russo
- Jonny Coyne – Grimes

## Médiakiadás
Az Amerikai Egyesült Államokban 2013. április 23-án, míg Magyarországon 2013. június 11-én adták ki DVD-n és BluRay-en.